# Lille 3000
Lille 3000 est une association représentant un programme culturel promu par la ville de Lille et par le comité d'organisation de Lille 2004.
Lille 3000 se veut comme une continuité du dynamisme insufflé par Lille en 2004 en tant que Capitale européenne de la culture.
Lille 3000 réutilise les lieux culturels créés ou rénovés pour Lille 2004 (Tri Postal, Maisons Folies), mais en crée également de nouveaux (réhabilitation de l'ancienne gare de marchandises Saint Sauveur qui devient en 2009 un centre culturel).
L'association gère avec la ville plusieurs équipements (dont tous les lieux culturels cités au-dessus), et organise régulièrement de multiples activités, métamorphoses, spectacles ou expositions.
Depuis 2006 et tous les trois ans environ, Lille 3000 présente également différents grands événements culturels thématiques (saisons culturelles) qui durent plusieurs mois et attirent des millions de visiteurs, sous la direction artistique de Didier Fusillier. Ces évènements sont ouverts par une grande parade dans les rues de Lille.

## Bombayser de Lille

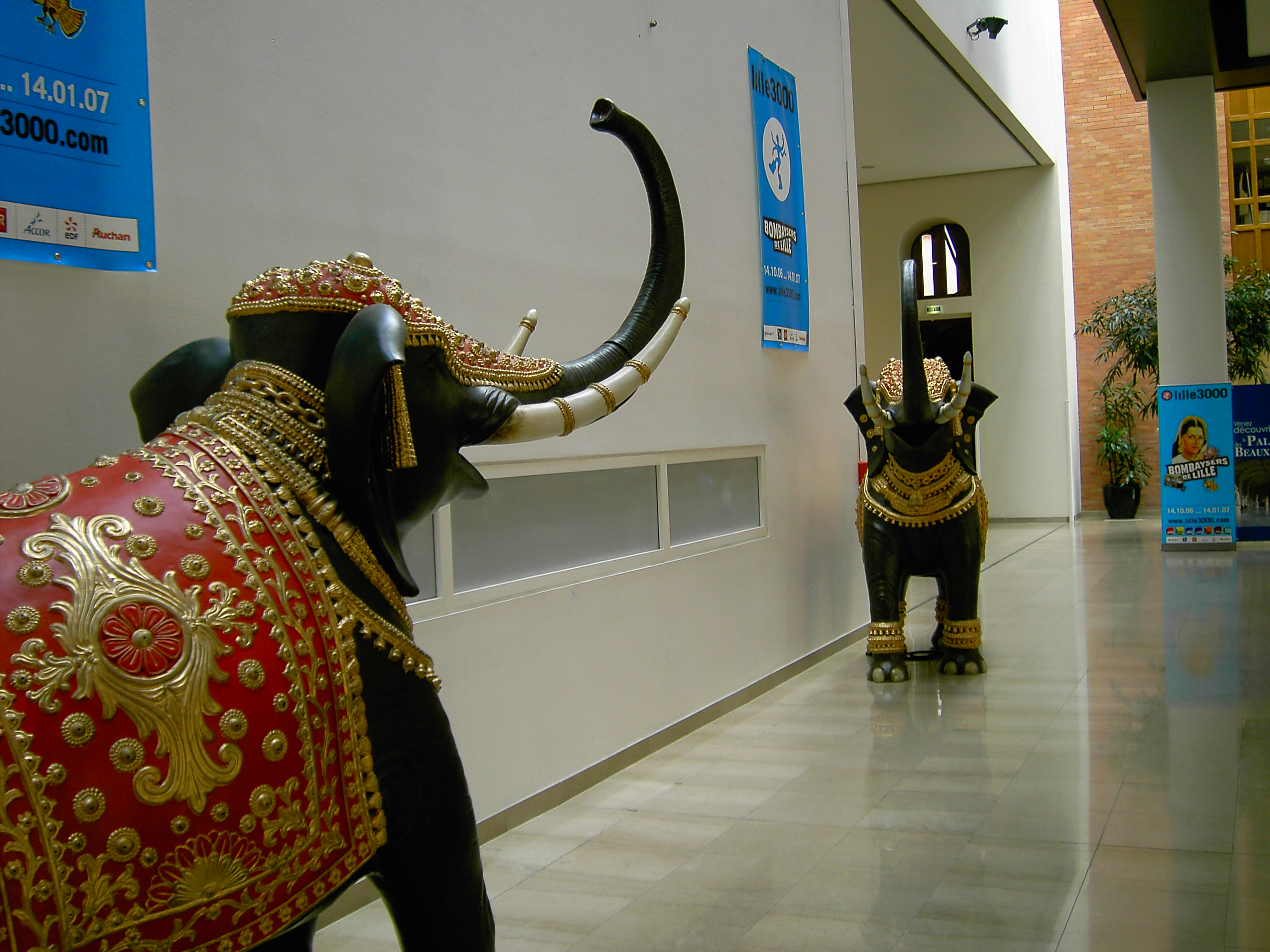
Deux éléphants à la mairie de Lille.

La première saison culturelle de Lille 3000 se déroulant du 14 octobre 2006 au 14 janvier 2007 avait pour thème principal l'Inde, au croisement de l'art et de la modernité. Elle a porté sur l'organisation de 450 évènements, répartis entre musique, cinéma, théâtre, danse, rencontres et expositions qui ont attiré près d'un million de visiteurs.
Les thématiques Lille 3000 liées à l'Inde se sont réparties en plusieurs catégories distinctes, se tenant chacune sur des lieux différents suivant un calendrier ;
- Musique
- Cinéma, littérature et mode
- Exposition
- Théâtre
- Danse
- Maisons Folie
- Midi Midi
- Métamorphose

## Europe XXL

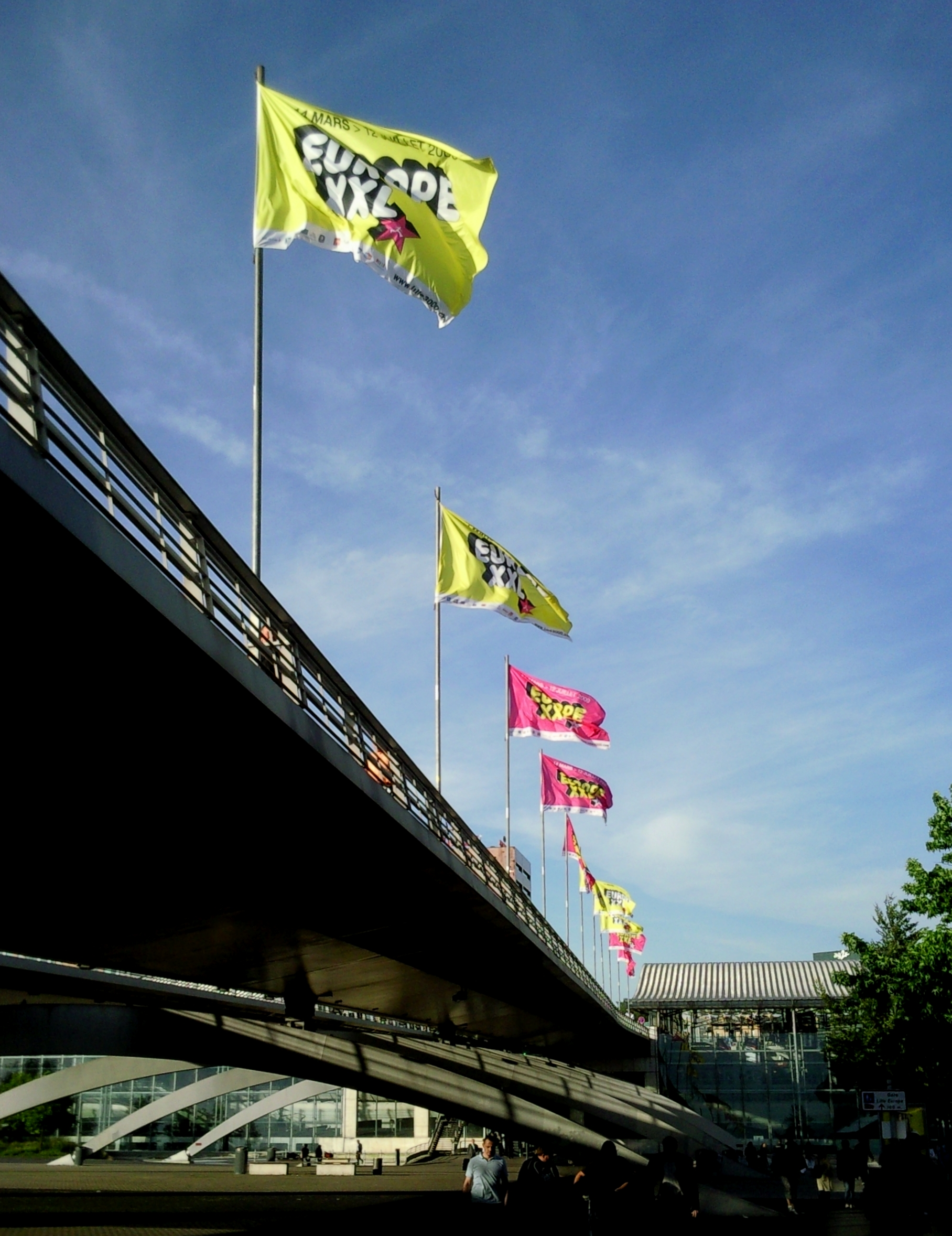
Les drapeaux d'Europe XXL.

La deuxième saison de Lille 3000, intitulée Europe XXL, s'est déroulée du 14 mars 2009 au 12 juillet 2009. Elle avait pour thème principal l'Europe de l'Est, à l'occasion du vingtième anniversaire de la chute du mur de Berlin. Elle a conduit à l'organisation d'environ 500 évènements et d'une cinquantaine d'expositions, et a reçu près d'un million de visiteurs.

## Fantastic
La troisième saison de Lille 3000 s'est déroulée du 6 octobre 2012 au 13 janvier 2013. Son thème était l'univers du surnaturel, du fantastique et de l’étrange. Elle a reçu près de deux millions de visiteurs.
Outre plusieurs spectacles et évènements, cette saison comprenait des installations réparties dans la ville et de nombreuses expositions dans les principaux musées de la Métropole.

## Renaissance
La quatrième saison de Lille 3000 a débuté le 26 septembre 2015, inaugurée par une grande parade dans les rues de Lille. Cette saison visait à présenter la vitalité du monde contemporain, via de nombreuses expositions et des métamorphoses urbaines. Le début du XXIe siècle incarne une époque agitée d’où est en train d‘émerger un nouveau monde, ici incarné par de grandes villes ; ont été représentées pour cette édition : Rio, Détroit, Eindhoven, Phnom Penh et Séoul.
Renaissance a attiré 1,6 million de visiteurs.

## Eldorado
La cinquième saison de Lille 3000 se déroule d'avril à décembre 2019 sur le thème du Mexique. Eldorado a attiré plus de 2,5 millions de visiteurs.

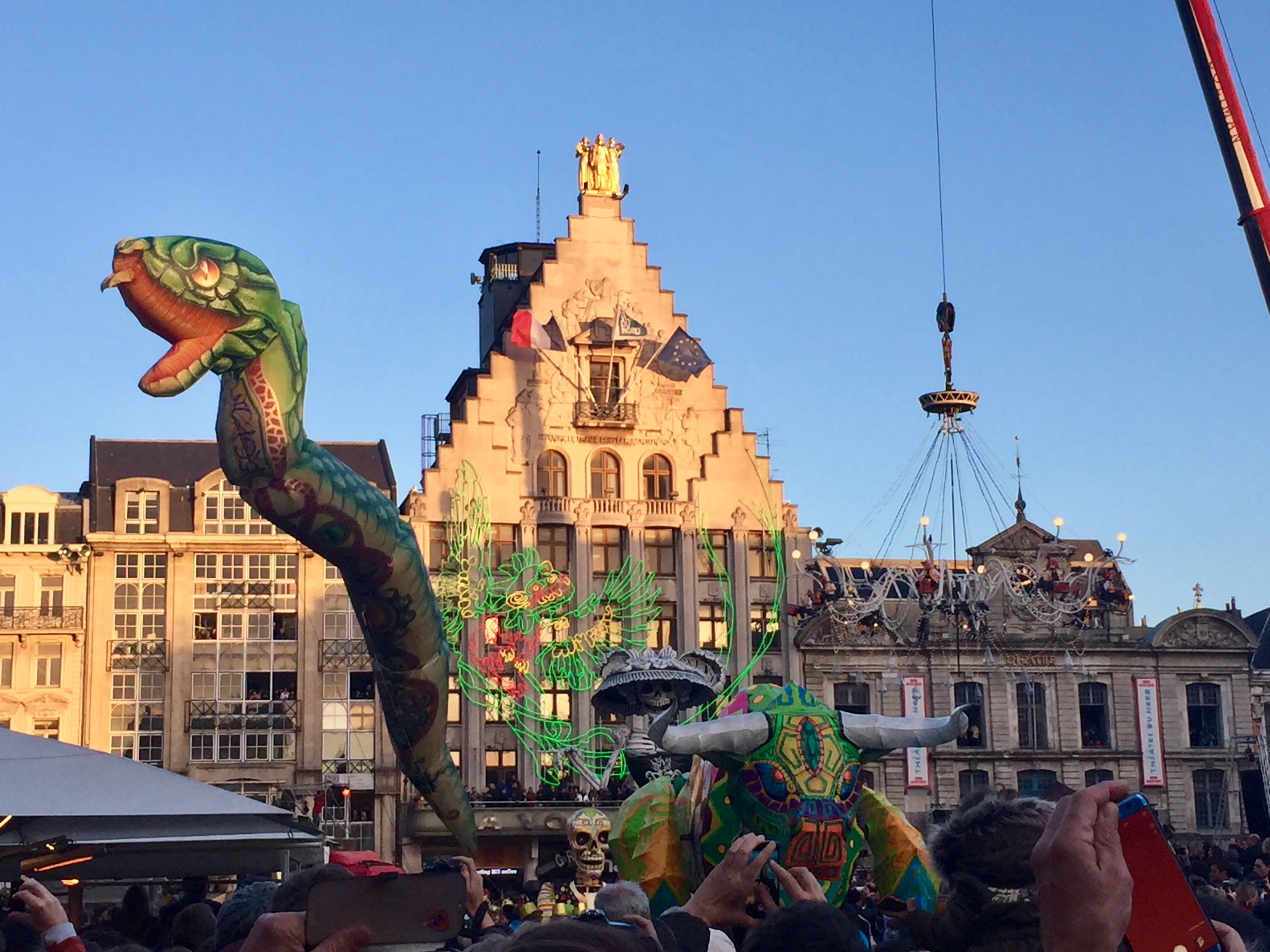
La parade Eldorado

### La Grande parade Eldorado
- Le déroulement de la parade

Cette parade était composée principalement de cinq chars. On y retrouve de nombreux éléments de la Fête des Morts 2018 envoyés par le Mexique; mais aussi des harmonies, des participants amateurs et des compagnies professionnelles invitées pour l'occasion. Quatre chars ont été imaginés, décorés et orchestrés par le collectif Art Point M basé à Roubaix : le char Dia de los Muertos composé de mariachis ; le char Frida-Khalo ; le char Alebrijes accompagné par la Compagnie du Tire-Laine ; et le char Lucha Libre reconstituant un match de catch en direct.
Au total, une douzaine d’harmonies et 3 000 danseurs, musiciens, et personnes maquillées ou déguisées[réf. nécessaire] ont défilé autour des chars aux couleurs du Mexique.
- Animations autour de la parade

Samedi 4 mai 2019, la fête a commencé dès 15 heures au Tripostal et au centre commercial Euralille, où enfants et adultes ont pu se préparer lors d’ateliers de maquillage, de costumes, de masques, et de couronnes de fleurs jusqu’à 18 heures. Et à 15 heures, c’est un Flash mob qui a rythmé la place du Théâtre, face à l’Opéra de Lille.
Après la parade, vers 22 heures, un feu d'artifice a été tiré depuis l'esplanade du Champ de Mars et sur le quai du Wault par le Groupe F. Ce spectacle pyrotechnique a été accompagné d'un castillo del Fuego dans la tradition espagnole et sud-américaine, spécialement créés pour Lille.
De plus, de nombreux concerts ont animé les rues dans plusieurs endroits du centre-ville.
- Musiques de la parade

Pendant la parade, de nombreux artistes étaient présents sur les chars. Sur le char Dia de Los Muertos (« Le Jour des Morts »), le groupe de musique mexicaine Mariachi Cocula était présent pour divertir les lillois, présents le long du parcours établi. Pour le char représentant la peintre mexicaine Frida Kahlo, c’est le groupe 4cascabel qui a joué le Fandango, un genre musical aux influences latines et africaines. Sur le char des Alebrijes (des statues de bois représentant des animaux et des créatures fantastiques), l’orchestre installé dans le quartier de Moulins la Compagnie du Tire-Laine a rassemblé plus de soixante musiciens. Ils ont organisé, après la parade, un grand bal sur la Place du Théâtre en fin de soirée.
Les festivités ont continué après la fin de la parade, de 22 heures à 1 heure du matin. Les musiciens de Soundtruck et Dj El Frances se sont improvisés un studio de musique dans un van Volkswagen près de la rue Nationale. Sur la Place du Théâtre, c’est le groupe Kumbia Boruka, fondé par Hernan Cortes, qui a fait danser les touristes avec sa musique mêlant l'accordéon mexicain et le reggae jamaïquain. D’autres groupes, comme les Mariachi Los Tarasco et Theator Tol ont proposé des chansons et musiques de toutes origines. Mais la musique Electro house était aussi à l’honneur sur la place Rihour, où la Dj Batichica, originaire de Guadalajara au Mexique, a proposé un set de EDM (Electronic Dance Music).
- Sécurité de la parade

Sur la totalité du parcours de la parade, entre la place des Buisses et le Champ de mars, 250 000 spectateurs se sont rassemblés pour regarder passer le cortège de près de 800 mètres de long. Les organisateurs avaient mis en place un plan de circulation et de stationnement réglementés et limités. Un périmètre de protection avait été mis en place la police nationale dans le centre-ville de Lille de 15h à 02h. Les rues concernées par le passage de la parade étaient fermées à la circulation de 18h30 à 02h00. Dans certaines rues en aval du point de départ, les visiteurs ont attendu pendant deux heures le passage de la parade. La plupart circulait à pied sur les axes réservés au passage des chars, ce qui a pu ralentir l'avancée de la parade jusqu'au Champ de mars.
- Report de la parade

La parade, prévue le samedi 27 avril 2019, a été reportée au samedi 4 mai 2019, en raison des conditions météorologiques (des prévisions de vents violents menaçaient le bon déroulement de la parade). La décision a été prise le jeudi 25 avril par l'organisation de lille3000, la mairie de Lille et la préfecture du Nord. C'était la première fois en cinq éditions qu'une parade lille3000 est repoussée. À cause du report, quelques installations initialement prévues pour le défilé n'ont pas être présentes.

### Expositions
Pour cette saison, de nombreuses expositions déclinant les thèmes de l’Eldorado (son mythe, le voyage, la migration, la Nature etc.) ont été mises en place (cf. les sous-section ci-dessous). D'autres grandes expositions sont aussi proposées au Palais des Beaux-Arts de Lille, à la Piscine de Roubaix, au Louvre-Lens ou encore au Frac Grand Large de Dunkerque.
Des peintres muralistes mexicains, le duo « Tlacolulokos » (nom faisant référence à celui de leur village natal), ont été invités à peindre trois fresques murales, selon la tradition mexicaine avec des inspirations locales; deux expositions sont d'ailleurs consacrées à l'art de la fresque.
- Eldorama

Le Tripostal accueille l’exposition Eldorado du 27 avril au 1er septembre 2019. En trois chapitres, elle retrace le grand récit de l’Eldorado. Au premier étage, les visiteurs peuvent retrouver la partie Les Mondes rêvés. Au deuxième, c’est La Ruée. Enfin, au dernier étage du bâtiment, les visiteurs peuvent retrouver la partie Un eldorado sans fin. Le dragon du Chinois Chen Zhen ou la pièce de lumières de la Japonaise Yayoi Kusama sont à découvrir durant cette exposition.
- Intenso/Mexicano

Dans cette exposition hébergée à l'l'Hôtel de l'Hospice Comtesse du 27 avril au 30 août 2019, les visiteurs peuvent découvrir les œuvres des grands noms de l’art mexicain : Frida Kahlo, Diego Rivera, José Clemente Orozco ou encore Manuel Álvarez Bravo. En tout, ce sont 48 peintures, gravures et photographies de la collection permanente du Museo de Arte Moderno de Mexico. L’exposition couvre le XXe siècle mexicain.
- US-Mexico/Border

À Wazemmes, la Maison Folie expose du 27 avril au 28 juillet, « le travail d’artistes contemporains qui explorent la frontière à la fois comme une réalité physique mais aussi comme un sujet d’imagination et un terrain d’expérimentation pour faire émerger des projets et trouver des solutions. ». L’exposition avait déjà été présentée à Los Angeles, au Craft & Folk Art Museum. Des dessins, de l’architecture, de la sculpture, de la peinture et de la photographie sont exposés pour montrer le croisement entre les différentes disciplines.
- La Déesse Verte

Du 27 avril au 3 novembre 2019, la Gare Saint Sauveur accueille l’exposition “La Déesse Verte”, qui établit un parallèle entre l’art et la nature. Une vaste serre a été reconstituée et agrémentée par les œuvres d’une vingtaine d’artistes qui soulèvent des enjeux comme la surexploitation de la nature ou encore les effets du règne humain sur l’écosystème.
- Curiosidad

Du 27 avril au 13 juillet 2019, le musée d’histoire naturelle de Lille expose des collections du Musée d’Art Populaire de Mexico, renvoyant à la culture traditionnelle et l’imaginaire du Mexique.

### Installations publiques
- Alebrijes

En face de la gare Lille Flandres, rue Faidherbe, dix alebrijes grand format, des statues d’animaux mi-réels mi-fantastiques du folklore mexicain ont été installés. Placés fin avril, ils y resteront durant 8 mois jusqu’à décembre.
- Calaveras

Des crânes géants, les calaveras, fabriqués par une société de pompes funèbres, ont été peints et décorés par des artistes mexicains et disposés dans la ville principalement dans le jardin de l’ilot comtesse.
- Lustre monumental

Conçu par la compagnie Transe Express, révélée lors des jeux olympiques d’Albertville en 1992, le lustre céleste est installé sur la Grand’Place de Lille. Suspendu à une grue, il comporte huit branches à l’extrémité desquelles jouent des musiciens, qui par leur poids assurent la stabilité de l’installation. Instruments à vent, à terre et rythmiques endiablées sont au programme pour transformer la place publique en salle de bal. L’orchestre suspendu est accompagné d’acrobates, qui s’élancent entre ciel et terre à plusieurs mètres de hauteur.
- Museum Of The Moon

Située au cœur de la gare Lille Flandres, Museum Of The Moon est une lune gonflable d’une dizaine de mètres suspendue au-dessus du sol. Elle a été réalisée par l’artiste anglais Luke Gerram à partir d’images lunaires de la [Nasa] et sera visible jusqu’en décembre 2019.
- Soles de Oro

Réalisés par l’artiste plasticienne mexicaine [Betsabeé Romero], les Soleils d’or sont des dizaines de miroirs disposés dans la Vieille Bourse de la capitale des Flandres. De forme concave, reliés entre eux à quelques mètres de hauteur, ils produisent de nombreux jeux de lumière pour le plus grand plaisir des passants.
- Fresque retouchée

Une fresque peinte dans le cadre d'Eldorado  sur un mur de Lille-Moulins, intitulée hydrates toi d'urbaine liqueur a été vivement critiquée par le syndicat de police Alliance. La fresque représentait dans un style muraliste mexicain trois femmes dont l'une portait sur le bras le mot ACAB (acronyme de All cops are bastards, soit tous les flics sont des connards), mention qui selon les artistes faisait référence à la corruption fréquente dans de la police du Mexique. Les artistes ont eux-mêmes effacé le mot ACAB le 19 avril.

### Contre-festival
Elnorpadcado est un contre festival organisé en protestation de l’édition 2019 de Lille 3000 « Eldorado ». Il se déroule du 26 avril au 1er décembre 2019.
Les organisateurs de ce contre festival protestent contre le gigantisme de Lille3000 et des saisons culturelles qui ne seraient, selon eux, pas pensées pour les Lillois et les nordistes mais pour attirer un public essentiellement étranger : « C’est simplement pour dire stop, ça suffit !. Depuis 2004, lille3000 propose des projets énormes, avec une communication à outrance. À ce stade, c’est de la perversion ! ». À l’origine de ce festival, un élément déclencheur : un ras-le-bol citoyen face à l’incohérence de la ville, qui propose ces évènements jugés outrancier tout en mettant en place un plan de bétonnage très critiqué. Un projet en particulier cristallise toutes les tensions : la réhabilitation de la Friche Saint-Sauveur, qui sera largement bétonnée (construction d’une nouvelle piscine et de logements notamment) alors que les lillois réclament depuis des années plus d’espaces verts.
Certains acteurs de la vie culturelle lilloise ont également remis en cause le modèle de Lille 3000, et son organisation. Thomas Werquin, le président d’Axe Culture, une association qui se définit comme un « think tank citoyen » en faveur du débat public, a critiqué la déconnexion de Lille 3000 avec son territoire. Il regrette notamment que le festival ne soit pas l’occasion de mieux comprendre les racines des habitants de Lille. Pour Thomas Werquin, il y a une urgence culturelle à mieux se connaître les uns les autres, qui n’est pas celle « des fêtes et des paillettes ». Pour lui, il faudrait mettre d’autres cultures à l’honneur, comme celles du Maghreb et de l’Afrique noire, ou celle des roms. L’importance donnée à Eldorado sur toute la vie culturelle de Lille a aussi été décriée : le thème du Mexique aurait été imposé aux institutions culturelles lilloises, condamnées à l’intégrer d’une manière ou d’une autre à leur programmation, sous peine de ne pas obtenir de subventions.

## Utopia
La sixième édition de Lille 3000 se déroule du 14 mai au 2 octobre 2022 et a pour nom Utopia. Elle a pour intention de s'intéresser « aux liens qui unissent l’Homme aux vivants. Plutôt que de perpétuer la conception anthropocentriste du monde, Utopia proposera les visions d’artistes, d’inventeurs, de créateurs et de scientifiques qui interrogent la hiérarchie entre les hommes et la nature ».

Œuvres présentées à Utopia
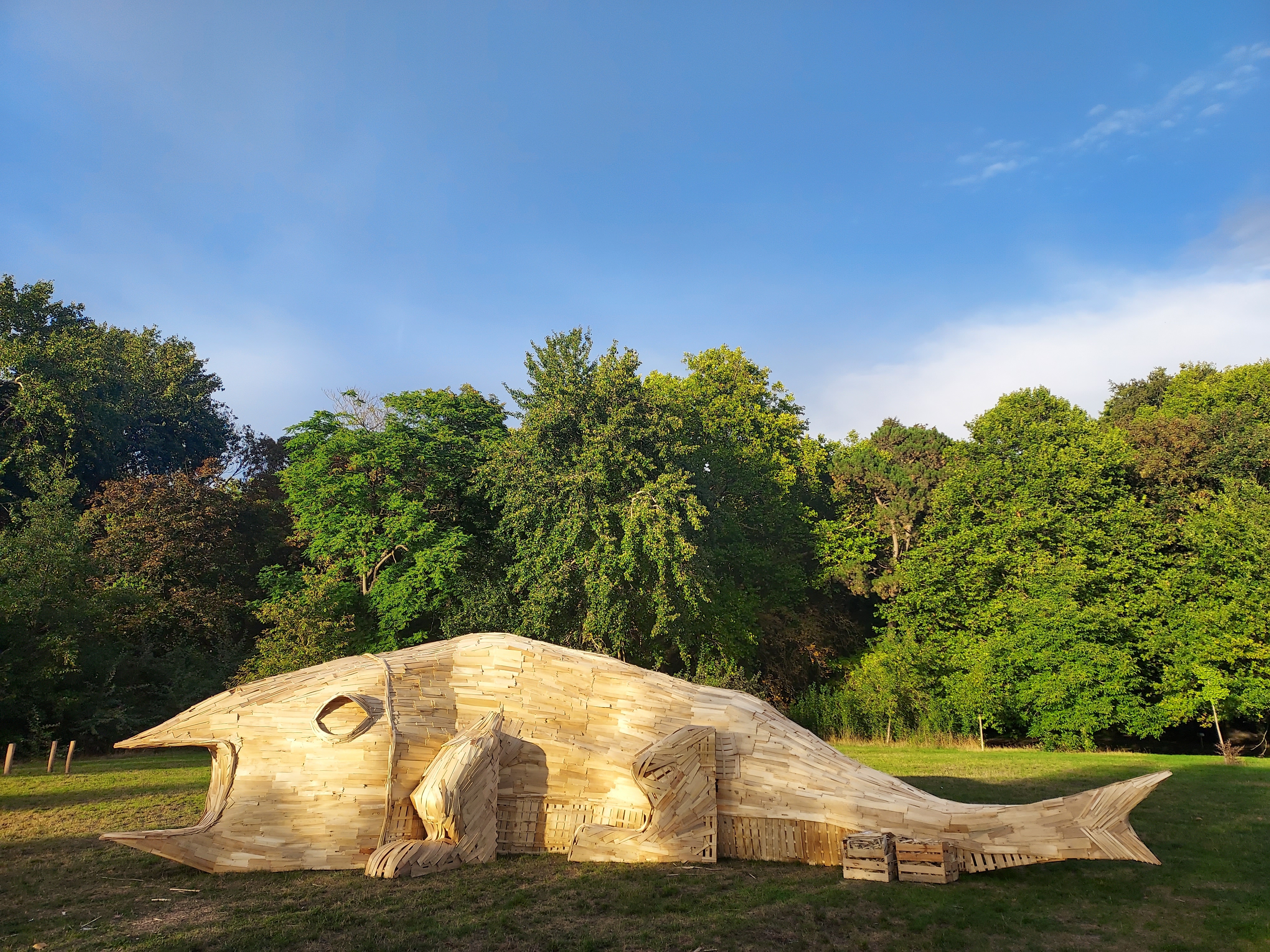
Le collectif Artimuse propose des œuvres faites à partir de cagettes en bois[16].
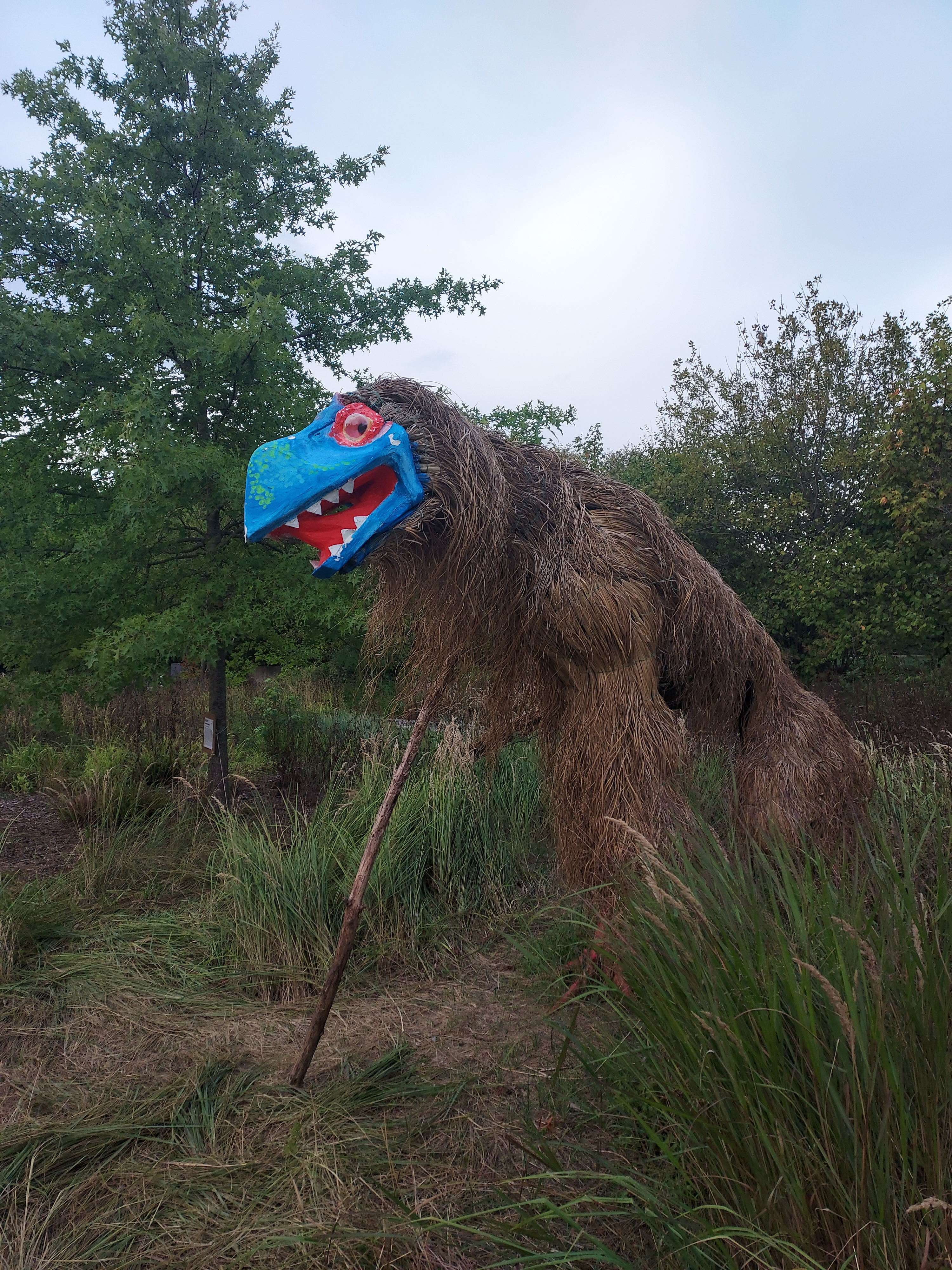
eDline Bianco, Thérizinosaure

### Coût et retombées économiques
Les ressources annuelles de Lille 3000 se répartissent de la sorte : la ville de Lille finance de 2,3 à 3,2 millions €, la MEL de 600 000 à 900 000 €, la région Hauts-de-France à hauteur de 1 million €, (soutenus par le Ministère de la culture et l'Union européenne) ; et enfin le mécénat privé apporte en moyenne 34 % des ressources de l’association (groupes EDF, Auchan, Caisse d'épargne, AG2R, Air-France, Accor). Lille 3000 et ses rendez-vous culturels sont un atout non discuté pour l’image de la ville et de la métropole, néanmoins, les retombées touristiques et économiques sont sujettes à caution : dans les hôtels lillois, du fait que la majorité des visiteurs viennent de la région et de la métropole, les retombées resteraient faibles sans être négligeables. Dans les musées en revanche, la fréquentation grimpe nettement lors des saisons culturelles.
Selon Médiacités, les fêtes traditionnelles sont cependant autant plébiscités par les Lillois que les événements de Lille 3000. Lille 3000 annonce 110 millions de retombées économiques sur le territoire à propos de l’événement « Renaissance » de 2015. À partir des données touristiques et d’une enquête de la Métropole de Lille, la CRC a recalculé des gains autour de 65 millions. Lille 3000 est cependant régulièrement critiquée par ses opposants pour être une opération commerciale ou politique ou encore pour coûter trop cher.

## Fiesta
La septième édition de Lille 3000 a lieu du 26 avril au 9 Novembre 2025 et son slogan est "la fête comme vous ne l'avez jamais vue". Elle comporte plus d'une trentaine d'expositions dans la ville de Lille, la Métropole Européenne de Lille et la Région Hauts-de-France. Cette édition réfléchit autour de nouveaux modes  de rassemblements, comme les parades, banquets, fêtes, bals et carnavals. 